# Galmiz

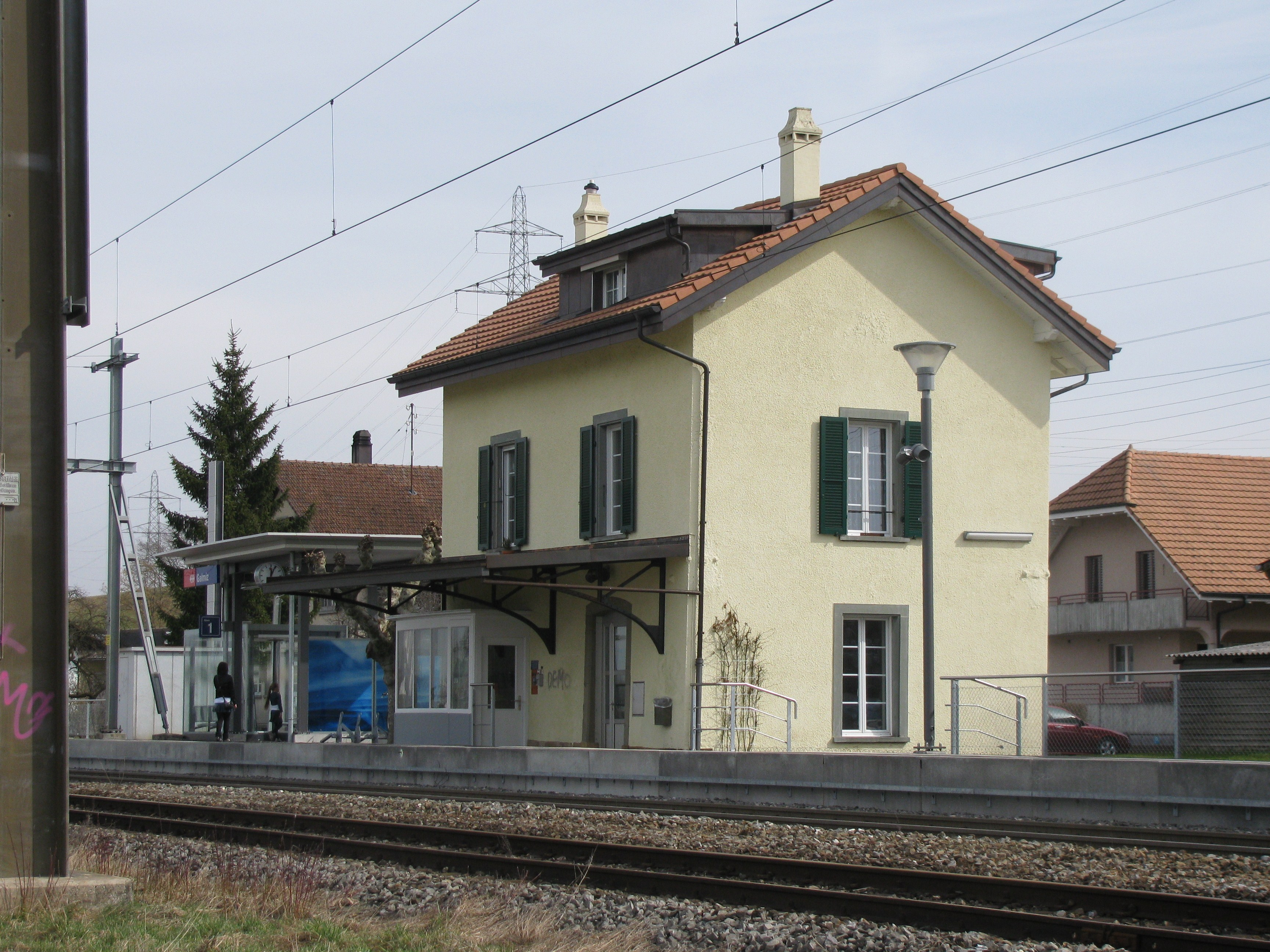
Het treinstation van Galmiz

Galmiz is een plaats en voormalige gemeente in het Zwitserse kanton Fribourg en maakt deel uit van het district See/Lac.
Galmiz telt 596 inwoners.
Op 1 januari 2022 ging Galmiz op in de gemeente Murten.

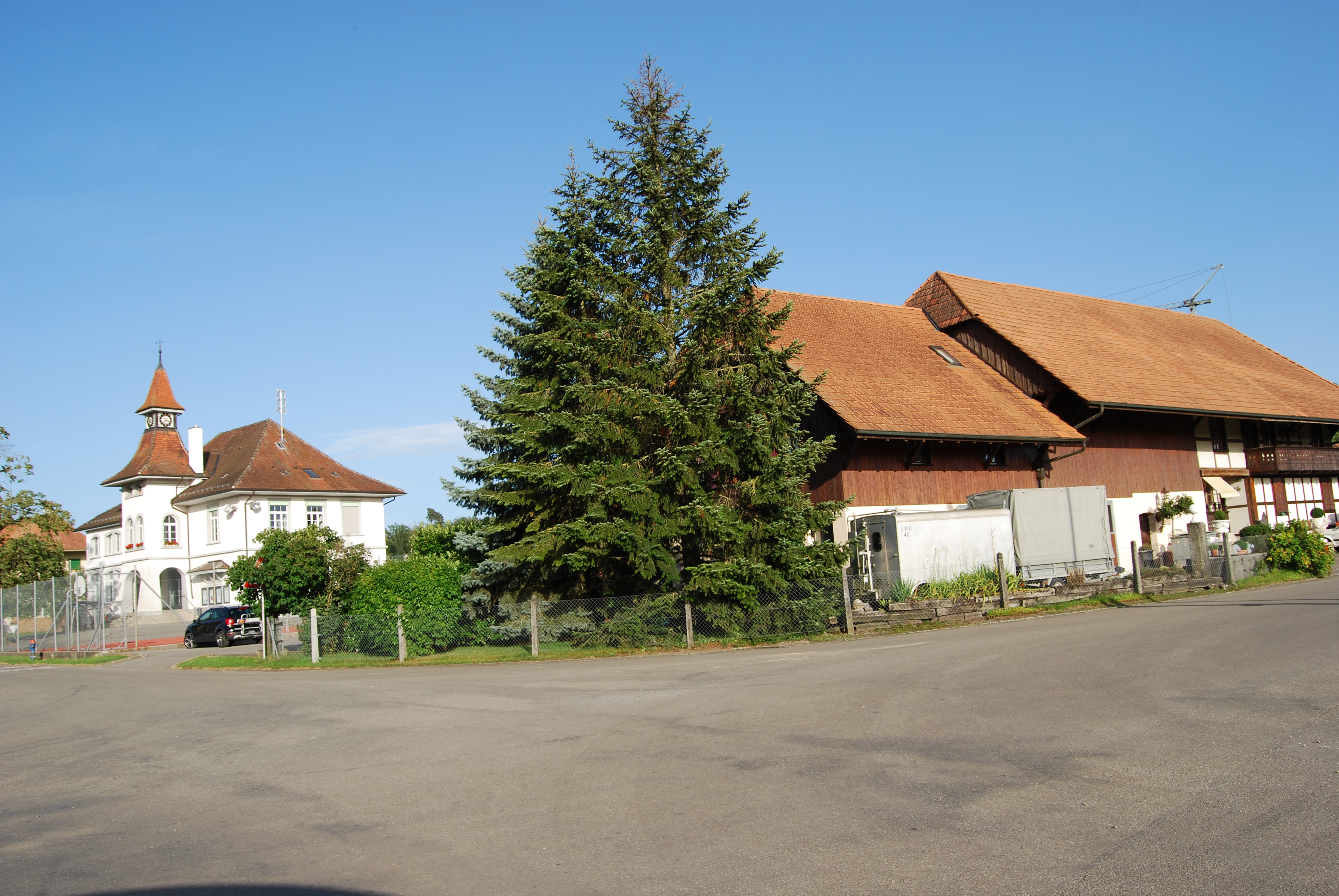
Galmiz